# Kasztíliai Eleonóra angol királyné
Kasztíliai Eleonóra (a Kasztíliai Korona országai, 1241 –‎ Harby, 1290. november 28.) I. Eduárd angol király felesége volt. Tizenhat gyermeknek adott életet, köztük a későbbi II. Eduárd angol királynak.

## Élete
Kasztíliai Eleonóra III. (Szent) Ferdinánd, Kasztília és León királyának és Johanna, Ponthieu grófnőjének a lánya, a Burgund-Ivreai-ház tagja volt. Öt testvér közül ő született másodiknak. 1279-től anyja jogán hivatalosan is viselhette a Ponthieu grófnője címet, amelyet későbbi férjével együtt birtokolt 36 évig, egészen haláláig. Bátyja, Fernando 1239-ben vagy 1240-ben született, öccse, Lajos 1242-ben vagy 1243-ban, utánuk pedig még született két fiúgyermek, ők azonban korán meghaltak. Féltestvére volt X. Alfonz kasztíliai, leóni és galíciai királynak, akit 1257-ben a németek királyukká választottak. 1252-ben édesapja Sevillában elhunyt. 

## Házassága
Eleonóra csupán 13 esztendősen ment férjhez a későbbi I. Eduárd angol királyhoz, habár a lány apja és Alfonz 1250-ben még azt fontolgatták, hogy Eleonórát inkább II. Theobald navarrai királyhoz adják feleségül, ám 1252-ben Theobald anyja, Bourbon Margit navarrai királyné politikai indokok miatt meghiúsította a tervüket. 1254 elején III. Henrik angol király, Eduárd apja, és X. Alfonz, Eleonóra féltestvére házassági tárgyalásokat folytattak, és a megállapodás zálogaként, afféle hozományként Alfonz átengedte Plantagenet Eduárdnak a hatalma alá tartozó Gascon tartományt. Eleonóra és Eduárd 1254. november 1-jén Burgosban, a Las Huelgas monostorban összeházasodott, majd pedig Angliába utazott, ahová számos rokona is elkísérte az angol trónörököst és újdonsült nejét.

## Gyermekei
1266 júliusában, három leánya korai halála után, megszületett a trónörökös, János herceg. 1268 tavaszán született Henrik, a következő évben pedig egy kislány, akit édesanyja után neveztek el. 
1271-ben jött világra Johanna nevű lányuk, 1272. november 16-án pedig meghalt az asszony apósa, a király, így férje, Eduárd trónra lépett, Eleonóra pedig királyné lett.
Alfonzó nevű gyermekük 1273-ban született, Margit nevű lányuk pedig két évvel ezután. Berengária 1276-ban jött világra, 1278-ban pedig egy újabb kislányuk született, ám ő rögtön születése után meg is halt. A következő évben született Mária, 1280-ban vagy 1281-ben pedig egy kisfiú, aki ugyancsak csecsemőként hunyt el. 1282-ben jött világra Erzsébet hercegnő. 
1284 áprilisában pedig újból szülők lettek, mivel ismét fiuk született, a későbbi II. Eduárd angol király, aki testvéreivel együtt félárva lett, amikor anyjuk 1290 novemberében Nottinghamshire-i Harbyban - 36 évnyi házasság után - 49 évesen meghalt. Előtte még meg kellett érnie tíz gyermeke (két ismeretlen nevű leány, Katalin, Johanna, János, Henrik, Julianna, Joan, Alfonzó, Berengária) halálát a 16-ból. Testét a Westminster apátságban temették el 1290. december 17-én. 
1299-ben özvegye, a király újból megnősült, ezúttal Franciaországi Margit hercegnőt vette feleségül, aki lányuknak az Eleonóra nevet adta az elhunyt királyné emlékére.